# Théâtre de marionnettes académique de Kiev
Ne doit pas être confondu avec Théâtre de marionnettes académique municipal de Kiev.
Le théâtre de marionnettes académique de Kiev est un théâtre situé à Kiev en Ukraine depuis 1927.

## Présentation
Le théâtre de marionnettes de Kiev (le premier du genre en Ukraine) a été fondé le 27 octobre 1927 en tant que branche du Théâtre des Jeunes Spectateurs.

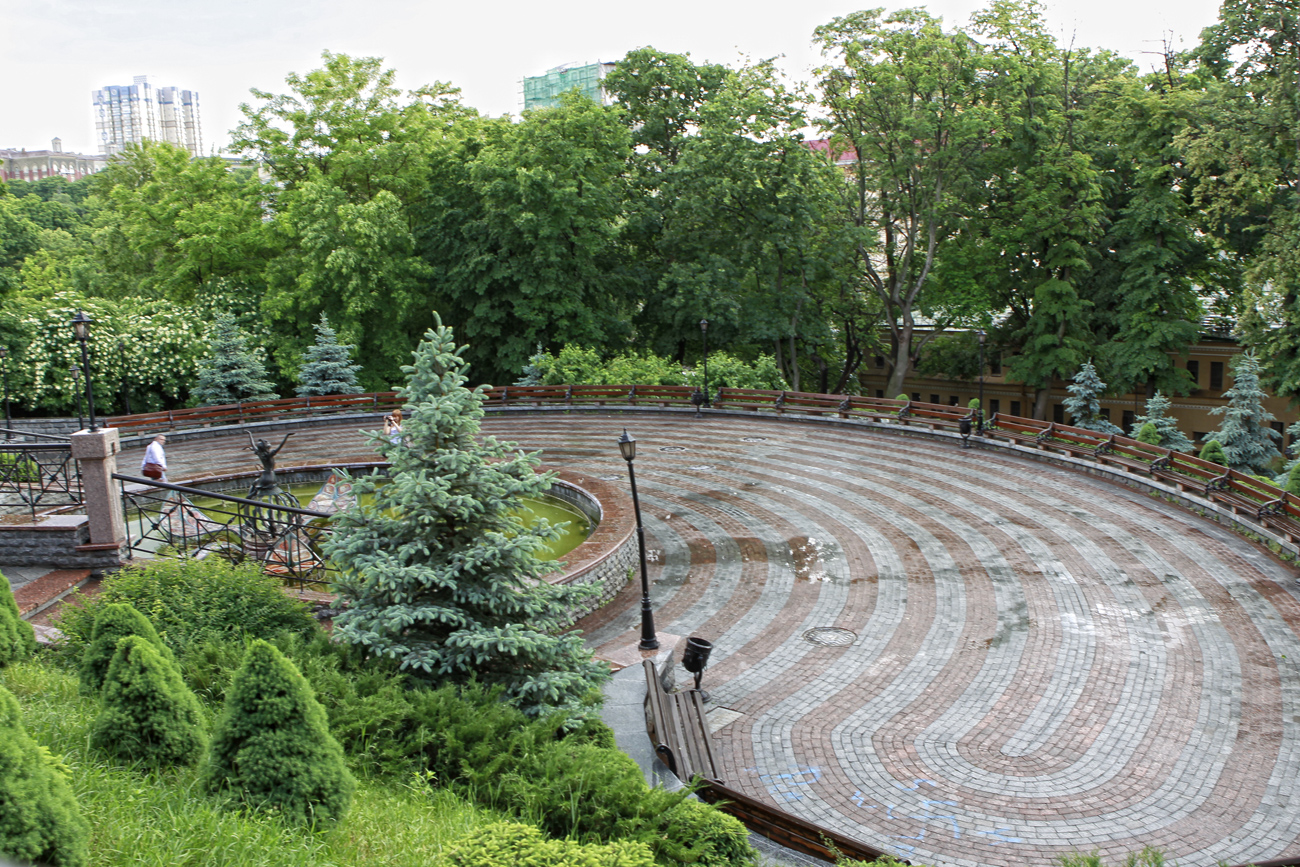
Le jardin du théâtre de marionnettes de Kiev.

Au cours de son existence, le théâtre de marionnettes était abrité dans divers bâtiments, désormais situés dans un seul et unique bâtiment spécialement construit au cœur de la ville et inauguré en 2005.
Le bâtiment du théâtre a l'image d'un palais de conte de fées tant à l'extérieur qu'à l'intérieur, de plus, la zone adjacente au bâtiment est également décorée comme une véritable ville de conte de fées pour enfants (sculptures de personnages de contes de fées, fontaine, bancs, parterres de fleurs, etc.).
Le théâtre dispose de deux salles de spectacles de 300 et 110 places, d'un café pour enfants de 70 places. Tous les auditoriums et scènes sont équipés de la technologie moderne.
De 1936 à 1941, le théâtre de marionnettes de Kiev a fonctionné dans le Palais des pionniers de la ville (aujourd'hui l'Orchestre philharmonique de Kiev).
Pendant la guerre germano-soviétique (1941-1945), l'institution n'a pas fonctionné. Les travaux de restauration du Théâtre de marionnettes de Kiev ont repris après la Seconde Guerre mondiale et la première représentation de l'ensemble restauré a eu lieu en 1946. 
Le théâtre est membre de l'Union internationale de la marionnette.
De 1986 à 2015, Mikola Petrenko, travailleur émérite de la culture d'Ukraine (1993), a été metteur en scène et directeur artistique du théâtre. Actuellement, la directrice artistique est Chernikova Alexandrovna. Le directeur principal du théâtre de 1980 à 2017 était l'artiste Youri Sikalo. Il a eu pour successeur le directeur de théâtre actuel Igor Fedirko. 

## Galerie de photographies

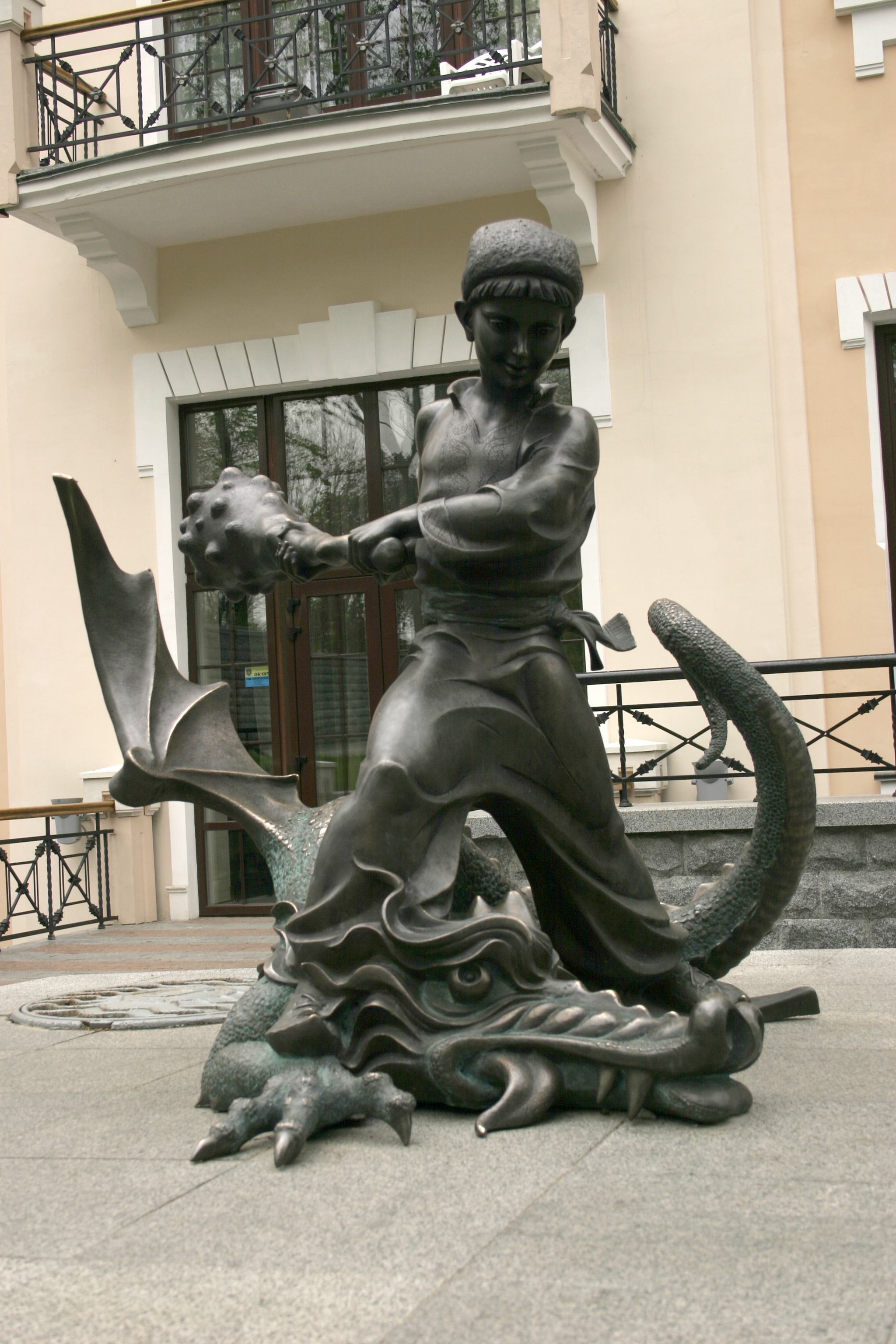
Kotyhorochko terrasse le dragon
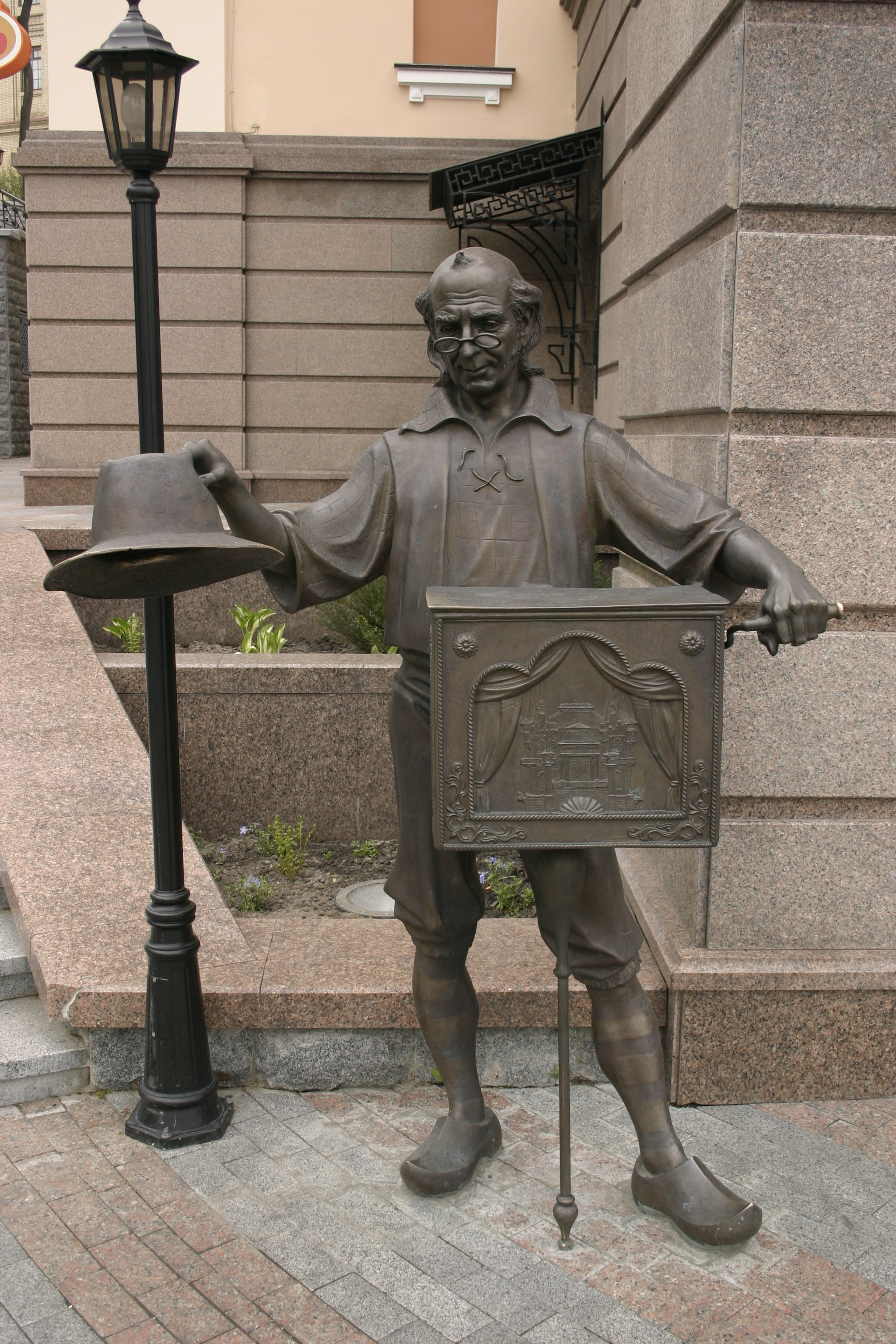
Papa Karlo
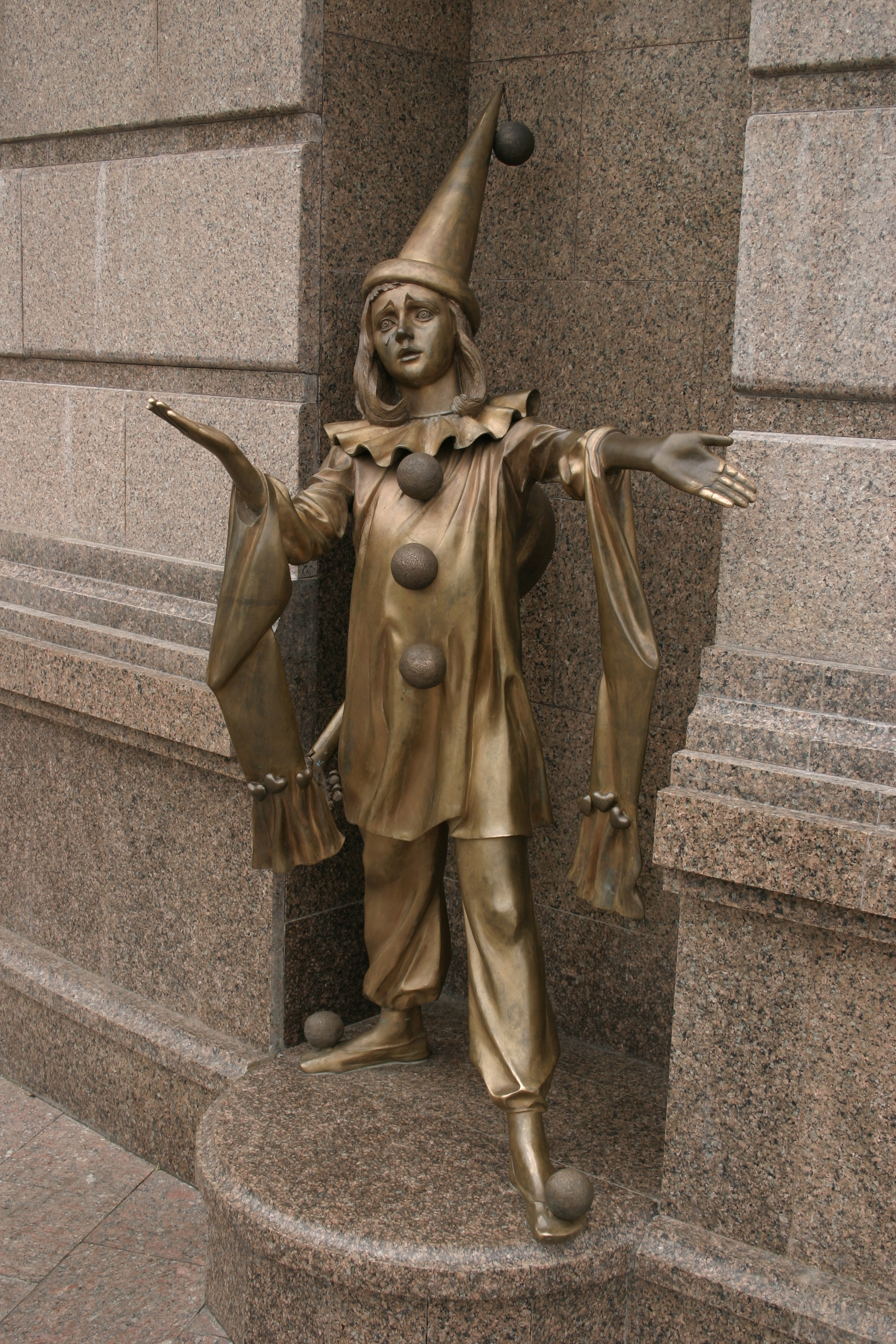
Pierrot
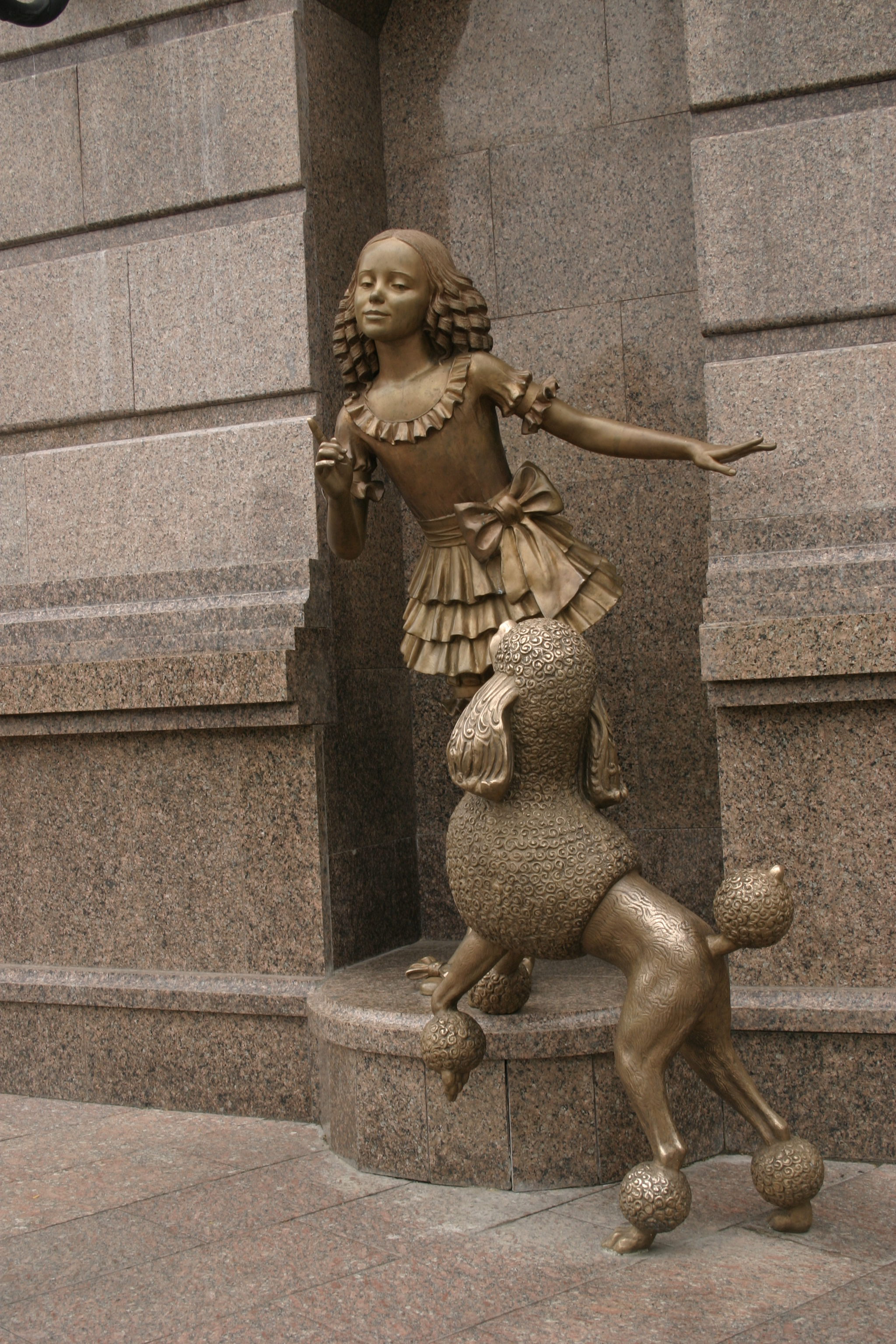
Malvina et Artemon